# 弗拉迪米爾·金
弗拉迪米爾·謝爾蓋耶維奇·金（1960年10月29日—），哈薩克斯坦高麗人出身的商人和億萬富豪。

## 生平
弗拉迪米爾生於1960年，他的先輩被斯大林從遠東發配至哈薩克斯坦。1982年在阿拉木圖建築學院畢業，他擁有博士學位和MBA學位。
他也是哈薩克銅業的主席，他也曾在總統納扎爾巴耶夫的議會服務。
在2011年3月，他是哈薩克斯坦的首席富豪和世界排名223富有的人，估計擁有財富470000000美元。
他已婚並有3位子女，並定居在阿拉木圖。